# Fondo per lo sviluppo e la coesione
Il Fondo per lo Sviluppo e la Coesione (FSC), inizialmente denominato Fondo per le Aree Sottoutilizzate (FAS) è il principale strumento del governo italiano di finanziamento e attuazione delle politiche di riduzione degli squilibri economici e sociali sul territorio nazionale. Raccoglie risorse nazionali aggiuntive, da sommarsi a quelle ordinarie e a quelle comunitarie e nazionali di cofinanziamento .

## Definizione di aree depresse
Per comprendere quali aree siano oggetto degli interventi dei Fondi, occorre preliminarmente definire il concetto di “aree sottoutilizzate o depresse”. A tale riguardo il d.l. 8 febbraio 1995, n. 32, convertito senza modificazioni dalla l. 7 aprile 1995, n. 104, definisce come aree depresse del territorio nazionale quelle rientranti negli obiettivi 1, 2 e 5b dei fondi strutturali comunitari, quelle determinabili sulla base di analoghe caratteristiche, nonché, previo accordo con la Commissione dell’Unione europea, le regioni economiche che possono beneficiare di aiuti statali senza alterare le condizioni di libero scambio e di libera concorrenza previste dall’art. 92, par. 3, lett. c, del trattato di Roma:
- Obiettivo n. 1: promuovere lo sviluppo e l'adeguamento strutturale delle regioni il cui sviluppo è in ritardo, cioè regioni con un Prodotto interno lordo (PIL) pro capite inferiore al 75% di quello della media comunitaria;
- Obiettivo n. 2: riconvertire le regioni, regioni frontaliere o parti di regioni (compresi i bacini d'occupazione e le comunità urbane) gravemente colpite dal declino industriale e che presentano un tasso medio di disoccupazione superiore alla media comunitaria;
- Obiettivo 5b: promuovere lo sviluppo rurale delle aree che sono caratterizzate da uno scarso livello di sviluppo socioeconomico, valutato in base al PIL, pro capite, e che soddisfano inoltre almeno due dei tre seguenti criteri: tasso elevato dell’occupazione agricola su quella totale; basso livello di reddito agricolo, espresso in particolare in valore aggiunto agricolo per unità di lavoro agricolo; scarsa densità di popolazione o tendenza a consistente spopolamento.

## Evoluzione normativa

### Origine delle politiche di coesione economica e sociale
Dopo il rallentamento dell'economia degli anni settanta, causato dalla Crisi energetica (1973) la Comunità Economica Europea inizia a focalizzarsi sulla necessità di coordinare la propria legislazione e quella dei singoli Stati per risolvere i problemi legati all'arretramento socio-economico e favorire lo sviluppo delle regioni in ritardo e delle zone svantaggiate dei Paesi membri. 
Nel 1986, con l'entrata in vigore dell'Atto Unico Europeo, viene inserito nel trattato istitutivo della Comunità un titolo dedicato alla coesione economica e sociale e viene prevista una specifica azione comunitaria volta a promuovere uno sviluppo armonioso dell'insieme della Comunità attraverso la realizzazione della coesione economica e sociale.
In Italia tali interventi portano ad una riorganizzazione della normativa vigente in materia di politiche per il riequilibrio territoriale.   
L'intervento straordinario nel Mezzogiorno viene infatti sostituito, con la L. 19 dicembre 1992, n. 488, da interventi ordinari su tutte le aree depresse del territorio nazionale.
L'azione di riforma risponde a diverse esigenze. In particolare:
- razionalizzare la gestione degli interventi straordinari in favore delle aree in ritardo di sviluppo, che comportava costi elevati per il bilancio pubblico a fronte di risultati non sempre rispondenti agli obiettivi[2];
- considerare le esigenze delle regioni settentrionali del Paese, colpite dalla crisi economica degli anni settanta, in aggiunta a quelle del Mezzogiorno, fino ad allora le uniche oggetto di investimenti per la coesione economica e sociale[2];
- diventa necessario armonizzare la legislazione italiana alla normativa comunitaria, anche in conseguenza delle numerose e ripetute procedure di infrazione a carico dell’Italia, in particolare in materia di sgravi contributivi previsti dalla normativa all'epoca in vigore a favore delle imprese localizzate nei territori meridionali[2].

La nuova disciplina risulta però problematica, in quanto si contraddistingue per un difficile bilanciamento tra domande di agevolazione presentate e risorse disponibili; per le difficoltà e i ritardi del Governo nell’emanazione dei regolamenti ministeriali attuativi e delle delibere del CIPE, entrambi necessari per la definizione delle nuove procedure; e per gli ostacoli incontrati dalla Pubblica Amministrazione nel gestire la fase transitoria del passaggio dal vecchio al nuovo intervento.

### Fondo per le Aree Sottoutilizzate (FAS)
Per risolvere le criticità riscontrate nella fase attuativa delle politiche di coesione economica e sociale ex legge 488/1992 e successive modificazioni, con la legge finanziaria 2003 (legge 27 dicembre 2002, n.289) viene istituito il Fondo per le Aree Sottoutilizzate (FAS). Dal 2003 il FAS rappresenta lo strumento di governo della politica regionale nazionale. Il suo obiettivo è favorire la ripresa della competitività e della produttività nelle aree obiettivo, con particolare attenzione al Mezzogiorno. Lo strumento del Fondo Aree Sottoutilizzate consente di mobilitare, oltre alle risorse aggiuntive stanziate dalle leggi finanziarie, le disponibilità finanziarie provenienti da altre fonti di bilancio nonché i minori utilizzi di risorse in precedenza assegnate a strumenti, non utilmente impiegate o impiegate in tempi diversi da quelli previsti in fase di prima assegnazione. 
I principi di base, anche di rilievo costituzionale, che sottendono al legittimo ed efficace utilizzo delle risorse aggiuntive nazionali sono i seguenti:
- principio di prevalente destinazione delle risorse ad obiettivi di riequilibrio economico sociale, così come previsto dall’art. 119, comma 5 della Costituzione;
- principio di addizionalità delle risorse: le risorse sono aggiuntive, non possono essere sostitutive di spese ordinarie del bilancio dello Stato e degli enti decentrati, in coerenza e nel rispetto del principio dell’addizionalità previsto per i fondi strutturali dell’Unione europea;
- principio di sussidiarietà e di adeguatezza territoriale del livello di programma.

La legge finanziaria annuale stabilisce le risorse FAS; il CIPE quindi le assegna per il riequilibrio economico e sociale delle diverse aree.
La gestione del FAS è poi ispirata ai seguenti principi: 
Competizione per le risorse o premialitàLa premialità consiste nel subordinare il conferimento al conseguimento, da parte delle Amministrazioni destinatarie, di risultati predeterminati. Tale regola, introdotta per i Fondi comunitari, è stata successivamente estesa, per gli investimenti pubblici, ai fondi nazionali per le aree sottoutilizzate. In particolare è stata introdotta una riserva premiale del 10 per cento per accelerare la fase finale dell’effettiva spesa delle risorse. A tale riserva possono accedere le Amministrazioni centrali e regionali che:
1. rispettino la tempistica dei profili di spesa indicati nei cronoprogrammi presentati in occasione della programmazione;
2. presentino una relazione sullo stato di avanzamento finanziario e procedurale dei progetti. L’accesso al premio avviene in proporzione al soddisfacimento dei due criteri sopra indicati[4].

Cooperazione fra diversi livelli di governoIn attuazione dell’assetto costituzionale, ai centri nazionale ed europeo è attribuita la responsabilità degli indirizzi strategici, mentre ai governi regionali competono gran parte delle decisioni programmatiche e di allocazione territoriale delle risorse e ai governi locali il disegno dei progetti e la ricerca delle relative alleanze territoriali. Il processo decisionale è caratterizzato, salvo laddove modalità di selezione a bando o altre considerazioni specifiche suggeriscano il contrario, dal metodo della cooperazione e dell’accordo fra Stato e Regioni.
MonitoraggioPer assicurare la verifica dell’efficienza e dell’efficacia della spesa è indispensabile attivare un’azione di monitoraggio delle risorse, intesa a verificare periodicamente la domanda di finanziamento degli strumenti di intervento gestiti e la capacità di soddisfarla. Le amministrazioni e i soggetti gestori devono comunicare il grado di attuazione delle risorse assegnate, formulare previsioni triennali degli impieghi e dar conto periodicamente del volume di spesa effettivamente realizzata, aggiornando conseguentemente le precedenti previsioni.
I rapporti derivanti dal monitoraggio consentono una valutazione circa i risultati quantitativi di spesa. A essa si deve affiancare una valutazione, altrettanto rilevante, sulla efficacia dei progetti nel conseguire i loro obiettivi economico-sociali.
Flessibilità e tempestività di utilizzo delle risorseIl principio della flessibilità trova il suo fondamento, nella facoltà di poter diversamente allocare le risorse, trasferendole da uno strumento all’altro, tenuto conto dello stato di attuazione degli strumenti finanziati o delle esigenze espresse dal mercato in relazione alle singole misure di incentivazione. L’azione di riparto delle risorse deve avvenire, oltre che sulla base del criterio generale di destinazione territoriale, secondo una strategia unitaria e secondo comuni criteri fissati dalla stessa legge finanziaria, che sono:
- per gli incentivi: la rapidità, l’efficacia e la rispondenza ai fabbisogni;
- per gli investimenti pubblici: la coerenza con i principi della programmazione comunitaria, l’avanzamento progettuale e la premialità.

Tale facoltà viene esercitata sia all’inizio dell’esercizio finanziario per il riparto del complesso delle risorse assegnate, sia in corso d’anno per eseguire interventi correttivi, che si rendano necessari a seguito delle indicazioni fornite dall’azione di monitoraggio sulla spesa e sulla domanda rivolta ai diversi strumenti di intervento.

#### Periodo di programmazione 2003-2007
Nel periodo 2003-2007 il riparto delle risorse del FAS è stato rivolto al conseguimento dei seguenti obiettivi: 
- riequilibrio progressivo della spesa in conto capitale[5] fra investimenti pubblici in infrastrutture materiali e immateriali e incentivi, a favore dei primi;
- riordino degli incentivi per le aree sottoutilizzate e “finanziamento unitario ed equilibrato” delle diverse categorie di strumenti;
- miglioramento della competitività del Paese, destinando rilevanti risorse agli investimenti nei settori strategici della Ricerca e della Società dell’informazione;

#### Periodo di programmazione 2007-2013
Il FAS è stato poi modificato dalla Legge Finanziaria 2007 (legge 27 dicembre 2006, n.296), che ha previsto una programmazione unitaria del fondo per il periodo 2007-2013, da attuarsi tramite il Quadro Strategico Nazionale (QSN). 
I fondi FAS 2007-2013 (63,3 miliardi di euro) sono stati utilizzati per i seguenti interventi:
- 9,3 miliardi di euro nel 2008 per interventi diversi
- 1,6 miliardi di euro per credito di imposta per l'occupazione, viabilità Calabria-Sicilia, terremotati del Molise
- 27 miliardi di euro per programmi regionali e interregionali, di cui:
  - 4 miliardi di euro sbloccati per la Regione Siciliana nell'agosto 2009
- 12,4 miliardi di euro per il fondo infrastrutture
- 4 miliardi di euro per il fondo ammortizzatori sociali
- 9 miliardi di euro per il Fondo strategico per il Paese a sostegno dell’economia reale, gestito da Palazzo Chigi, di cui:
  - 4 miliardi di euro per l'emergenza Abruzzo
  - 1 miliardi di euro per il fondo di garanzia per le piccole e medie imprese
  - 400 milioni di euro per i conti dormienti
  - 400 milioni di euro per l'emergenza rifiuti in Campania

A causa della Crisi finanziaria del 2007-2008, a partire dalla Legge Finanziaria 2008 (legge 24 dicembre 2007, n.244) è iniziato un trend di razionalizzazione delle spese che ha portato ad un taglio delle risorse destinate al FAS e alla rimodulazione, per ciascuna annualità 2008-2015, dell’ammontare delle risorse aggiuntive destinate al Fondo per le aree sottoutilizzate.

### Fondo per lo Sviluppo e la Coesione (FSC)
Con il D.Lgs 31 maggio 2011, n. 88 il FAS viene rinominato Fondo per lo Sviluppo e la Coesione. Il nuovo strumento riprende, nei principi e nelle caratteristiche generali, la struttura del FAS, ma si distingue per l'orizzonte temporale di riferimento. Il FSC ha infatti carattere pluriennale in coerenza con l’articolazione temporale della programmazione dei Fondi strutturali dell’Unione europea, garantendo l’unitarietà e la complementarità delle procedure di attivazione delle relative risorse con quelle previste per i fondi comunitari. 
Inoltre cambia l'organismo incaricato di gestirlo: il d.lgs 88/2011 attribuisce la competenza sul Fondo ad un Ministro dedicato, a cui si aggiungono, con finalità di programmazione, indirizzo e coordinamento, una competenza diretta della Presidenza del Consiglio dei ministri tramite il Dipartimento per le politiche di coesione e l’Agenzia per la coesione territoriale, focalizzata sul sostegno all’attuazione delle politiche, con l’obiettivo di potenziare il sistema e l’efficacia degli interventi.

#### Periodo di programmazione 2014-2020
Per il ciclo di programmazione 2014-2020, la legge di stabilità 2014 (legge 27 dicembre 2013, n. 147) ha previsto una dotazione complessiva di 54, 8 miliardi di euro, poi incrementati di 14 miliardi dalle successive leggi di bilancio.
Le risorse complessivamente stanziate per il Fondo sviluppo e coesione della programmazione 2014-2020 ammontano, pertanto, a 68,8 miliardi di euro. 
La cornice programmatica delle risorse del FSC 2014-2020 è stata disciplinata dalla legge di stabilità 2015 (legge 23 dicembre 2014, n. 190), che ha previsto: 
- l'impiego della dotazione finanziaria del Fondo per obiettivi strategici relativi ad aree tematiche nazionali individuate, in linea con la programmazione dei Fondi strutturali e di investimento europei, dall'Autorità politica per la coesione;
- la definizione di specifici piani operativi per ciascuna area tematica da parte della Cabina di regia - istituita con DPCM 25 febbraio 2016 e composta da rappresentanti delle amministrazioni centrali e regionali - nel rispetto del principio che riserva l'impiego delle risorse del FSC per un importo non inferiore all'80 per cento alle regioni del Sud;
- la ripartizione della dotazione finanziaria del FSC tra le aree tematiche nazionali mediante deliberazione del CIPE;
- nelle more dell'adozione della delibera di ripartizione per aree tematiche, la facoltà per il CIPE di provvedere alla definizione e approvazione, su proposta dall'Autorità politica per la coesione, di un piano stralcio per la realizzazione di interventi di immediato avvio dei lavori.

Con la delibera n. 25 del 10 agosto 2016 il CIPE ha provveduto ad individuare le aree tematiche e a stabilirne la relativa dotazione finanziaria.
La premessa alla delibera n. 25/2016 riporta l’indicazione delle risorse FSC già destinate dalla legge e da precedenti delibere CIPE a specifici interventi per un ammontare complessivo pari a 10 miliardi. In particolare si evidenziano i 3,5 miliardi destinati alla «Banda ultra-larga», 1 miliardo per «Turismo e cultura», 550 milioni per il dissesto idrogeologico, 500 milioni per il Piano Nazionale per la Ricerca e 250 milioni per i contratti di sviluppo.
Sottraendo alla dotazione iniziale iscritta in bilancio le risorse già destinate per legge a singoli specifici interventi, la delibera n. 25 determina la cifra di 38,7 miliardi quale ammontare delle risorse da destinare alle singole aree tematiche, che vengono così ripartite:
1. 21,4 miliardi per le Infrastrutture;
2. 7,5 miliardi per l’Ambiente;
3. 5,9 miliardi per lo Sviluppo economico e produttivo;
4. 546 milioni per l’Agricoltura;
5. 2,2 miliardi per Turismo, cultura e valorizzazione risorse naturali;
6. 376 milioni per Occupazione, inclusione sociale e lotta alla povertà, istruzione e formazione;
7. 29 milioni per il Rafforzamento della PA;
8. 725 milioni per il Fondo riserva non tematizzato;

Il d.l. 30 aprile 2019, n. 34 ha introdotto una semplificazione nella governance del Fondo per lo Sviluppo e la Coesione, introducendo il 'Piano Sviluppo e Coesione' (PSC), che ha sostituito i molteplici strumenti fino ad allora esistenti per attingere alle risorse del FSC. In tal modo, si garantisce un coordinamento unitario in capo a ciascuna Amministrazione titolare dei Piani operativi, nonché una accelerazione della spesa degli interventi.
Va aggiunto che la dotazione e la destinazione delle risorse sono state modificate con interventi successivi, ed in particolare nel corso del 2020 la dotazione del FSC 2014-2020 è stata oggetto di impieghi anche per fronteggiare esigenze connesse all’emergenza epidemiologica da Covid-19.

#### Periodo di programmazione 2021-2027 e rapporti con PNRR e Fondi Strutturali Europei
Il piano 2021-2027 del Fondo di sviluppo e coesione riprende l’impianto del 2014-2020 e ne conferma in primo luogo l'opportunità di procedere per obiettivi strategici definiti in relazione ad aree tematiche, rispetto alle quali definire il riparto delle risorse.
In questo ciclo assumono rilievo le missioni indicate nel Piano Sud 2030. Inoltre diventa centrale coordinare la programmazione dell'FSC con gli obiettivi e le strategie dei fondi strutturali e di investimento europei per il periodo 2021-2027, con le politiche settoriali e con le politiche di investimento e di riforma previste nel Piano Nazionale di Ripresa e Resilienza (Pnrr).
L’obiettivo condiviso di tutti gli interventi (Piano Nazionale di Ripresa e Resilienza e Piano Complementare, Fondi strutturali e lo stesso FSC) è la riduzione del divario che riguarda le condizioni di cittadinanza e del fare impresa. Il FSC deve operare in coordinamento e complementarità funzionale con PNRR e programmazione dei Fondi strutturali, finanziando anche interventi necessari ma non previsti o non possibili con gli altri strumenti. Grazie all’arco temporale più lungo che gli interventi del FSC possono ricoprire, essi possono proseguire la politica di investimento nei settori in cui ancora sussistano fabbisogni da soddisfare e divari territoriali da colmare anche dopo la realizzazione del PNRR. Inoltre, il FSC può finanziare anche investimenti in settori non ricompresi nelle missioni del PNRR, non ammissibili a finanziamento o non sufficientemente finanziati dagli altri strumenti di programmazione europei.
A tale scopo, il FSC può contare su una dotazione attuale pari a circa 58,6 miliardi di euro, al netto delle risorse già utilizzate nell’ambito dell’assegnazione complessiva iniziale, pari a 73,5 miliardi di euro.
Le risorse del FSC 2021-2027 sono impiegate su obiettivi strategici, declinati per le 12 aree Tematiche già alla base degli interventi nel periodo 2014-2020:
Ricerca e innovazioneInterventi in materia di sostegno alla ricerca e promozione dell’innovazione tecnologica, di investimento nelle strutture dedicate alla ricerca e di accrescimento delle competenze per ricerca, innovazione e transizione industriale.
L’obiettivo in questo settore è principalmente quello di accrescere l’investimento pubblico e privato in ricerca nelle aree meno sviluppate del Paese e valorizzare le risorse umane qualificata, così da contenerne anche la migrazione.
DigitalizzazioneInterventi per la diffusione di tecnologie e servizi digitali in tutti gli ambiti, anche per favorire l’interazione di cittadini, imprese e associazioni con la pubblica amministrazione e investimenti per il potenziamento della connettività digitale.
Grazie alle risorse del FSC, si punta a sostenere il miglioramento delle dotazioni e dei servizi digitali strategici, per contribuire ad allineare l’Italia, e in particolare il Mezzogiorno, agli standard europei.
Competitività e impreseInterventi a sostegno di strutture, investimenti e servizi per la competitività delle imprese in tutti i settori, ivi inclusi i settori dell’agricoltura, del turismo e delle imprese culturali e ricreative.
Sono individuati, in particolare, tre settori di intervento: industria e servizi; turismo e ospitalità, agricoltura e agroalimentare.
- Industria e servizi: in questo campo, si intende promuovere la compartecipazione di capitali e interventi privati alla realizzazione di una strategia di coesione e sviluppo, attivando un effetto leva attraverso le risorse pubbliche. La programmazione 2021-2027 dovrà comunque inserirsi in un quadro di semplificazione e razionalizzazione dell’attuale sistema degli incentivi alle imprese.
- Turismo e ospitalità: il FSC 2021-2027 intende non solo promuovere i comparti produttivi legati a questo settore, ma anche valorizzare gli asset che costituiscono fattori attrattivi per i flussi turistici in Italia e, in particolare, al Sud, dove il potenziale di crescita del settore non è ancora pienamente valorizzato.
- Agricoltura e agroalimentare: la programmazione 2021-2027 del FSC si propone di contribuire a favorire lo sviluppo dell’agricoltura, l’adattamento e il contributo di mitigazione del settore agricolo e forestale ai cambiamenti climatici per aumentarne la competitività attraverso un’azione complementare a quella dei fondi europei[11].

EnergiaInterventi volti a incrementare l’efficienza energetica, anche mediante la diffusione dei sistemi di produzione di energia rinnovabile e delle smart grid, reti e punti di accumulo dotati di tecnologie intelligenti.
Le importazioni energetiche sempre più costose, da ultimo a seguito della crisi ucraina, rendono urgente la necessità di intensificare la produzione nazionale, oltre a diversificare gli approvvigionamenti dall’estero, garantendo così la sicurezza energetica del Paese. Ma il settore energetico evidenzia anche divari territoriali nelle dotazioni e nei livelli di servizio, che solo in parte saranno colmati dagli investimenti previsti nel PNRR. Il FSC dovrà quindi intervenire privilegiando quegli ambiti nei quali i fabbisogni residui rimarranno elevati in merito a efficienza energetica, energie rinnovabili e reti e accumuli.
Ambiente e risorse naturaliInterventi volti a tutelare la biodiversità, a ridurre l’inquinamento anche attraverso bonifiche di siti inquinanti, a favorire l’adattamento ai cambiamenti climatici e contrastare i rischi del territorio, alla gestione delle risorse idriche, alla gestione del ciclo dei rifiuti e alla valorizzazione, anche a fini di sviluppo, delle risorse naturali.
L’area è stata articolata in cinque ambiti di intervento: rischi e adattamento climatico; risorse idriche; rifiuti; bonifiche; natura e biodiversità.
CulturaInterventi di tutela e valorizzazione del patrimonio culturale, del paesaggio e promozione delle attività culturali.
Il FSC svolge un ruolo strategico nel sostenere la cultura quale valore primario di una società e volano di sviluppo socio-economico e di riequilibrio territoriale.
Trasporti e mobilitàInterventi per lo sviluppo delle reti e dei servizi di trasporto di persone e merci in campo stradale, ferroviario, marittimo e aereo, sia con riferimento alle reti TEN-T e alle direttrici e nodi di accesso alle medesime, nonché per la promozione della mobilità regionale e urbana sostenibile e logistica urbana.
Le priorità poste per il FSC 2021-2027 privilegiano gli ambiti con fabbisogni trasportistici più elevati rispetto alle risorse messe a disposizione da PNRR e Fondi strutturali, soprattutto nell’ottica di ridurre i divari territoriali tra Sud e Centro-Nord. Da qui la scelta di concentrare l’attenzione in particolare su strade, ferrovie e logistica portuale, con interventi anche sulla Mobilità Urbana Sostenibile (MUS) e sugli scali aeroportuali.
- Settore stradale: le risorse saranno concentrate sul potenziamento della rete viaria verso le aree interne e fra i principali nodi urbani del Mezzogiorno, oltre che sul miglioramento delle strade all’interno dei nuclei urbani.
- Settore ferroviario: mentre il PNRR e i Fondi strutturali europei si concentrano sui segmenti ad alta velocità e di I livello, il Mezzogiorno sconta ancora significativi limiti di accessibilità alle aree interne e ai nodi urbani, sui quali interverrà il FSC.
- Settore marittimo e logistica portuale: su questo settore si concentreranno nei prossimi anni significativi investimenti del PNRR rivolti alla conversione ecologica, mentre il FSC si concentrerà sull’integrazione della logistica del Mezzogiorno con il resto del Paese e con il Mediterraneo.
- Mobilità urbana sostenibile (MUS): la quota di spostamenti urbani effettuati con i mezzi pubblici rimane al Sud ancora inferiore rispetto al resto del Paese. Inoltre, la pandemia ha incoraggiato fenomeni di rilocalizzazione insediativa, che hanno accresciuto i fabbisogni di trasporti urbani e peri-urbani[11].

Riqualificazione urbanaInterventi di infrastrutturazione e riqualificazione ad uso civile di edifici e spazi pubblici volti ad ospitare servizi e attività di interesse collettivo, ivi comprese le finalità di rigenerazione delle periferie, di infrastrutture verdi urbane, di strutture per la promozione della pratica sportiva, di miglioramento della sicurezza e legalità dei luoghi.
Il FSC 2021-2027 investirà prioritariamente nelle città medie e medio-piccole del Sud e nelle periferie (in sinergia con il nuovo PN “Metro Plus” finanziato con i Fondi strutturali europei, che si concentrerà prevalentemente sui servizi ai cittadini), nonché nella qualificazione e il miglioramento degli spazi pubblici e nel recupero ed efficientamento di edifici pubblici e, per quanto ammissibile, privati.
Lavoro e occupabilitàInterventi volti al sostegno e sviluppo dell’occupazione anche favorendo l’adattabilità ai cambiamenti nel mercato del lavoro, alla regolarità del lavoro, all’occupazione femminile e la conciliazione tra i tempi di vita e di lavoro, al rafforzamento sul piano infrastrutturale dei servizi per l’impiego.
Il FSC tende a realizzare interventi per promuovere un’occupazione duratura e di qualità, soprattutto per giovani e donne, e a sostenere, attraverso prestiti agevolati e sovvenzioni, la creazione di piccole imprese e l’autoimpiego.
Sociale e saluteInterventi per favorire l’accesso ai servizi di natura socio-assistenziale e sanitaria, di promozione dell’inclusione di categorie fragili della popolazione, ivi incluse persone con background straniero e comunità emarginate, di contrasto al rischio di povertà e deprivazione materiale, anche mediante il potenziamento delle infrastrutture dedicate.
Il FSC individua come priorità gli interventi tesi ad accompagnare l’introduzione dei Livelli essenziali di prestazione (LEP) per i servizi sociali e il raggiungimento dei Livelli essenziali di assistenza (LEA) per i servizi sanitari, con interventi complementari a quelli del PNRR.
Istruzione e formazioneInterventi volti a favorire il rafforzamento dei sistemi di istruzione e formazione, l’accesso alle competenze, l’apprendimento permanente, anche mediante il potenziamento delle infrastrutture educative e formative.
Data la sua vocazione a finanziare interventi infrastrutturali, il FSC si pone l’obiettivo strategico prioritario di migliorare la sicurezza e la qualità degli spazi di apprendimento nelle scuole del primo e del secondo ciclo, intervenendo laddove si rilevi un fabbisogno non soddisfatto da altre fonti (PNRR, Fondi strutturali europei, politica ordinaria) e nelle situazioni di maggiore disagio.
Capacità amministrativaInterventi volti ad incrementare le capacità tecniche dell’Amministrazione, ivi compresa l’assistenza tecnica volta a supportare gestione, monitoraggio, controlli, verifiche e valutazioni degli interventi.
Il FSC si pone l’obiettivo di intervenire per arginare la riduzione numerica del personale e l’innalzamento dell’età media delle pubbliche amministrazioni e la crescente complessità dell’organizzazione e delle procedure amministrative.
Tra gli interventi da promuovere in questo ambito, vanno ricompresi innanzitutto quelli relativi al rafforzamento del Dipartimento per le Politiche di Coesione e al coordinamento operativo degli interventi del FSC da affidare all’Agenzia per la Coesione territoriale (ACT), che si avvarrà delle strutture con le quali già opera e interagisce e dovrà consolidare le possibili sinergie con le grandi aziende a partecipazione diretta del MEF e con altri soggetti. A questi si aggiungono due settori di intervento: assistenza tecnica e rafforzamento della PA.
- Assistenza tecnica: con l’obiettivo di evitare rallentamenti e ostacoli dovuti allo sforzo organizzativo richiesto dall’azione contemporanea su più fronti di investimento (oltre al FSC, i Fondi strutturali europei e, soprattutto, il PNRR), l’assistenza tecnica dovrà rafforzare le capacità messe in campo dalle amministrazioni titolari di Piani di Sviluppo e Coesione (PSC) per garantire livelli adeguati di gestione, monitoraggio, controllo e valutazione del Piano.
- Rafforzamento della PA: gli interventi di rafforzamento strutturale delle pubbliche amministrazioni intendono lasciare un miglioramento permanente della performance amministrativa[11].

## Monitoraggio
La programmazione FAS-FSC:
- ha esteso alle risorse nazionali le regole di premialità, sia per accelerare la spesa, sia per sollecitare la cooperazione e la qualità:
- per il monitoraggio, si avvale del sistema adottato dagli Accordi di Programma Quadro;
- ha introdotto una prassi di valutazione ex ante per gli interventi che non appartengono alla programmazione annuale regionale;
- ha avviato analisi valutative sull’efficacia di singoli strumenti;
- è ripartita con apposite delibere del CIPESS, sottoposte al controllo preventivo della Corte dei conti;
- ha allargato alla politica regionale nazionale il sistema del partenariato economico–sociale, già in vigore per la politica comunitaria.

In aggiunta rispetto alla programmazione comunitaria, il Fondo:
- si avvale di un efficace metodo di flessibilità finanziaria, sottoposto alle valutazioni e delibere del CIPE, che consente lo spostamento di fondi tra i diversi strumenti di intervento e la loro rimodulazione;
- prevede un metodo sperimentato per assicurare una cooperazione interistituzionale.

Inoltre sono state rafforzate le fasi relative alla valutazione delle scelte strategiche e al monitoraggio degli obiettivi fissati. Sotto il profilo della formazione delle priorità e della selezione degli interventi, si è innalzata la soglia di definizione dei progetti da finanziare, introducendo il principio per cui, di norma, gli interventi debbano essere dotati quanto meno di progettazione preliminare. L’implementazione di questo principio prevede un crescente coinvolgimento della Rete dei Nuclei regionali di valutazione e una significativa integrazione tra l’attività operativa e quella di supporto. Per il profilo relativo al miglioramento dell’efficienza e dell’efficacia dei processi di attuazione, è stata rafforzata la capacità tecnica degli apparati deputati alla realizzazione degli interventi e alla gestione della spesa.
Infine, nell'ambito dell'attuazione della programmazione del Fondo Sviluppo e Coesione, i Contratti Istituzionali di Sviluppo (CIS) sono lo strumento di monitoraggio dell'avanzamento temporale, economico e finanziario degli interventi infrastrutturali deliberati dai Ministeri, Regioni, Enti Locali e soggetti privati interessati dalle opere pubbliche. Criticità e aree di intervento sono discusse nell'ambito Comitati di Attuazione e Sorveglianza periodici. Le informazioni sono rese disponibili su un sito Open data dedicato.